# Maizières (Górna Saona)
Maizières – miejscowość i gmina we Francji, w regionie Burgundia-Franche-Comté, w departamencie Górna Saona.
Według danych na rok 1990 gminę zamieszkiwało 257 osób, a gęstość zaludnienia wynosiła 22 osoby/km² (wśród 1786 gmin Franche-Comté Maizières plasuje się na 491. miejscu pod względem liczby ludności, natomiast pod względem powierzchni na miejscu 349.).